# Ghennadi Laliev
Ghennadi Laliev (n. 30 martie 1979, c̕xinvali, Republica Sovietică Socialistă Gruzină, URSS) este un luptător ce a reprezentat Rusia, medaliat olimpic. A participat la 2 ediții ale Jocurilor Olimpice (2004, 2008) în care a câștigat o medalie de argint.